# 身体醜形障害
身体醜形障害（しんたいしゅうけいしょうがい、英: body dysmorphic disorder ; BDD）あるいは醜形恐怖症とは、極度の低い自己価値感に関連して、自分の身体や美醜に極度にこだわる症状である。実際よりも低い自己の身体的なイメージが原因である。俗に形恐怖また醜貌恐怖とも呼ばれる。整形経験者の自殺率は一般の人の45倍と極めて高い。
『精神障害の診断と統計マニュアル』第5版のDSM-5では強迫性障害関連症群（スペクトラム） に含まれる。その強い強迫観念から身体醜形障害はうつ病を併発する割合もかなり高いとされる。
人口有病率は、0.5-0.7%ほど。BDDのハイリスク層には、うつ病、社会恐怖、アルコール乱用、薬物乱用、強迫性障害、摂食障害などの罹患者が挙げられる。
治療法については、「身体醜形障害#管理」を参照。

## 定義
精神医学的障害の一種である。

## 歴史
「醜形恐怖」という言葉が19世紀にこの病気について初めて発表したイタリア人医師の名付けた原語を日本語訳したものとして作られ、長らくこの用語が日本では一般的であった。しかし近年、患者が顔だけではなく身体全体を気にしだしたため「身体醜形障害」と呼ばれることも多くなった。
1995年に発表されたアメリカの調査によると、有病率は1%であるとされているが、患者は自身の身体醜形障害を医師にも言わない傾向が多いため、実際にはより多数の患者がいるのではないかと推測されている。
日本では1990年後半から多くなりだした。この内2割は引きこもりのような状況になるとされる。整形をする人も多いが、思い込みであることが多いため満足な結果が得られることは少なく、結果的に逆に顔を崩してしまうことさえある。この障害を持つ場合には、1日に何時間も自身の肉体的な欠陥について考えるようになり、極端に社会から孤立してしまうとされる。

## 特徴
男性の場合、第二次性徴によって男らしく変化した部分を嫌い、幼児期のままの自分でいたいと思う傾向が強いとされる。また、女性の場合は、母親や姉妹など周囲の身体に対する優劣を意識する傾向が強いとされる。顔自体に限っていえば男性に多いが、身体全体にわたる場合は女性に多いとされる。醜形障害者の割合に男女比の差はあまりないとされるが、とらわれる箇所は男女個々様々で体全体にいたる。アメリカの調査ではこだわりの多い部位はまず髪の毛へのこだわりが63%と最も多く、次いで鼻、皮膚が50%、目27%、頭や顔全体20%、身体全体、骨の形20%、唇、顎、腰17%、歯、脚、膝13%、胸、胸の筋肉、自分の顔全体を醜いと考える10%、耳、頬、ペニス7%、手、腕、首、額、顔の筋肉、肩、お尻3%と報告されている。鼻を気にする人は特に多い。

## ボディイメージとの関連
上述の通り、醜形障害者は、自身の身体の至る部分に偏ったボディーイメージを持っている。一度鏡で見た顔や容姿にいたるイメージへも、確固たる真のイメージを持ちづらいとされる。それゆえ、何度も鏡を確認するものと思われる。
醜形障害者の日常生活における困難は、鏡などの反射物（鏡、ガラス、水面、なべのふた、スプーン、ペットボトル、食器類など）に映る顔全体の影形やその姿であり（更に症状が進むと、太陽や照明機器に照らされた影による自らのヘアスタイル、横顔の造形なども気になりだす）、その対象物を何十分、何時間という単位で目で確認し続けるという強迫性障害でいう強迫確認または強迫行動によって支配される苦しみや苦痛である。また外出した際は他人の視線（顔や容姿全体、こだわっている箇所）を意識しすぎて、ショーウィンドーのガラスや車のガラス、バックミラーなどに自身の顔や容姿を映し様々な角度から自分のこだわっている箇所を確認し続けるという行動をとる。その姿が自分の思っていた顔や容姿とのイメージと合致した場合は、気分が高揚し安心感を持ち、かけ離れていた場合は酷く落ち込み、目的だった事柄や場所に行けず冷や汗を掻いて引き返してくることもある。また外出時は自分の顔・容姿のこだわっている箇所を他人と必死に比べようともする。
また反射物に限らず、写真や映像（カメラやビデオ）に撮られることも嫌い、その自身が写った写真や映像から目を背けたり写りたがらない。写真や映像に写った自身の顔・姿のイメージが自己のイメージと合致すれば上記の様な心理状態になり、違った場合は落胆し鬱になったり、写真の場合は破り捨てることも見受けられる。その結果、履歴書などに載せる証明写真を撮るのに支障をきたす場合がある。
また、醜形障害者は鏡やガラスなどに映った自分を見続ける確認行動がある一方で、必死に鏡やガラスなどの反射対象物を避け、なるべくこだわっている箇所を映さない、映らない、確認しないなどといった極端な側面も持ち合わせていることが多い。なぜその両面を持ち合わせているのかは具体的には分からないが、強迫性障害で言う強迫確認の負のループに自身の大事な時間を費やされたくない、その確認しているさまを他人に見られるのが恥ずかしい、奇妙な行為だと思われるのが怖い、またその確認でこだわっている箇所を見てしまったための落ち込みの不安で、恐怖と絶望の渦に陥りたくないという心理的要因が働くのではないかと思われる。そしてこの二つの面を持ち合わせている者もいれば、そうでない者もいるようである。
醜形障害者は妄想的に確信を抱いたとらわれのパターンと、元々（生まれつき）の細かい「欠陥」（例えば、髪の毛が柔らかく細く頭髪が元々薄い傾向や、成人して止まってしまった身長などに対する変えられようのない事実）にとらわれてしまうパターンとがある。後者は投薬治療では中々改善しない場合が多く、10年近く症状で悩まされる場合も多い。いずれにしても、細かい顔や体に対する欠陥や妄想的とらわれが身体醜形障害の特徴である。自分の容姿にとらわれるあまり、家族にまでそのとらわれ箇所の確認を要求する（どのように思い、感じるか）家族巻き込み型もこの病の典型である。その結果、家族のいい回答が得られずに（正しい返答がない、もしくは家族として思いやってか言葉に表しにくいため）家庭内暴力にまで至るケースもある。
またこれら反射物による恐怖を発端とする忌避行為により、日常生活に多大なる影響を与える。特に就労に関してこの問題は大きい。例を挙げれば、反射するモニターを使用する光沢液晶やCRTの仕事を忌避したり、サイドミラーを恐れ運転免許が取れなかったり等致命的な支障を就労においてきたす。自分の顔への恐怖は、裏返せば他者の視線への恐怖であり、面と向かってのデスクワークや会議、及び面談等でまともに正対して視線を合わすことさえ困難を極める。結果的に、能力的にできる職種であっても、醜形恐怖が先行するあまり、自ら職業選択の幅を狭め、最悪何も仕事を選べないという状況になり得る。プライベートにおいてもそのような状態では恋愛はおろか友人関係を築くのにも著しい困難を生じる。
症状の性質上、健常的な範疇内での純粋な容姿のコンプレックスと身体醜形恐怖との判別がつきにくい事が、この病をより複雑化している。両者を併せ持つケースも考えられる。しかし、醜形恐怖患者は、自分の容姿について、絶え間なく悩まされるという部分に両者の間で決定的な違いがある。醜形恐怖患者の中には、もちろん誰にでもあるような、客観的に見られる体の醜さで悩む事もあるだろうが、それ以上にその「醜い」「容姿が気になる」という思考・感情をコントロールできない部分にこそ本当の根深さ・問題が隠されている。また顔というのは全体的バランスとして美醜を判断すべきだが、醜形恐怖患者は、目・鼻・口・毛髪等細部の各パーツ毎に極度のこだわりと理想を持っているのも特徴である。この状態が逸脱しすぎて、一般的に言われる美醜というより自分の中で描いている理想と現実のギャップに絶望・不安と混乱を生じやすい。妥協という言葉は一切生じない。この「醜い」という不快な思考を抑えても、抑えても、果てしなく湧き上がる状態は、たとえば強迫性障害で、人を車ではねたのではないか？物が決まった場所に無いと焦燥を感じる、等の恒常的な永遠と反復する不安に陥る、思考をコントロールできない部分で共通する。強迫性障害と深い関わりがあるといわれる理由はここにある。つまり、常に付きまとわれる容姿についての悩み（強迫観念）とその不安を消失させるために鏡を見る等の確認行為（強迫行動）、そして鏡や反射物を恐れる（逃避行動）は、全て強迫性障害によく見られる行動パターンである。健常的範囲での容姿コンプレックスであれば、一時的な観念的悩みはあれど、強迫行動や逃避行動までには至らない。また、鏡を見る行為ひとつとっても、健常者であればエチケット・身だしなみとして気軽に見る行為であるが、醜形恐怖患者の場合は、そのような要素よりもとにかく不安を抑えるための確認作業・苦渋の解決策として極度のストレスを伴いながら鏡を見る。これらの点を踏まえると、この障害は精神病というよりは、先天的あるいは環境による性格的・神経症的な要素が強い。したがって、この症状は外界からのストレスに比例しやすく、労働や人間関係等でストレスが増すとこの症状もまた増幅する傾向がある。このような悪循環なループに陥る事が多く、醜形恐怖患者は、自己解決能力が著しく乏しいとも言える。
高頻度でうつ病を合併しやすいのも特徴的で、これは強迫性障害患者においてもよく見られる。持続的に襲われる容姿に対する不安・恐怖やそれを抑えるための確認・逃避行為によって、精神が疲弊し、結果的にうつ病が導かれるものと考えられる。また醜形障害患者は、ある程度の割合で自臭症も併発しやすい。これは自分の臭いによって他人に迷惑を与えていないか、あるいは自分の容姿によって他人に不快な気分にさせていないか？という両点で対人恐怖症的要素が強く反映されている。また、客観性を欠いた、妄想的なとらわれから醜くないにもかかわらず、自己を醜いと判断しこの症状に陥る事もあり、これにより統合失調症の前駆症状としてみなされる事もある。強迫性障害から派生する場合は、統合失調症の妄想性と異なり、性格由来の「完全主義」「頑固さ」が局部的な思考の歪みとして容姿に集中するために起こる。この点で、ひとくちに醜形恐怖といっても、強迫性障害や統合失調症等その発生過程は異なる。
患者によっては、時間帯によって症状が変化する事もある。たとえば、朝方から日中にかけて醜形恐怖の症状が強く現れ、日没後から症状が落ち着きだす等である。この日中から夜間における症状の変動は、関連性が持たれているうつ病患者においても顕著に見られるものである。これは本来生物に備わっている日中、精神活性化をつかさどる交感神経と夜間の精神緩和をつかさどる副交感神経の作用・影響が考えられる。

## 原因
原因としては、うつ病や強迫性障害との関連が挙げられる。また自臭症などと並んで、統合失調症の前駆症状として現れる場合も多い。あるアメリカ人の研究者は「醜形恐怖は強迫性障害の仲間に入る」と述べている。また実際、醜形恐怖は脳内の神経伝達物質であるセロトニンを増加させる薬に反応するという報告がある。人とのコミュニケーションを上手く取れないため対人恐怖や劣等感に陥り、その感情を外見の劣等へ形を置き換える事で、無意識的にバランスを取っている側面もある。自己へ自己へと意識が集中しすぎ自身で、完璧なこうであらねば、という枠組みを形成してしまうのが根底にある。外界（他人）への意識を拡大させると共に、自分への美醜のこだわりより先に対人スキルを含む内面・精神に対する誤った認識の確認、再生、充実が結果的にこれらの強迫観念を解決させる一助になりえる。
- マスメディアにおける時代の美醜の価値観も関連する。
- 長期による深刻な悩みの末、自己同一性に欠ける問題もある。
- 身体表現性障害と大まかに括れる事が出来る。
- しばしば、ノイローゼ的になりパニック発作を起こす場合もある。
- 強迫性障害からの視点では脳内伝達物質のセロトニンの異常と、眼窩皮質という箇所の異常だともいわれる。
- 身体醜形障害はナルシシズムの病理であり、自己愛性パーソナリティ障害とも関連がある。理想の姿を追い求めることで、基底にある深い自己不信から逃れようとする。
- 森田療法や暴露反応妨害法などが有効とされている。
- 醜形恐怖は精神病というより元来持つ性格から発している部分が大きい、その際たるものが「完璧主義」である。醜形恐怖が難治といわれるのは、先天的あるいは、長年積み重なった性格・気質によるためでもある。
- 最近のプチ整形を筆頭として美容整形の浸透が醜形恐怖を更に根深い問題とさせている。
- 近年のIT化、それに加えてコロナを機に、仕事が在宅リモートを行うケースが増えており、これも醜形恐怖患者には恐怖と不安で多大なストレスとなる（zoomなどのWEB会議で自らの姿を直視する事が不可避なため）。このため、在宅勤務の選択権があるにもかかわらず、出社勤務を余儀なくされ、無駄に出勤時間が奪われたりなどQOLを著しく低下させる。また、健常者でさえもコロナ以後のWEB会議で自らの姿と他の人が映し出される状態で苦悩し美容整形外科を訪れる「zoom異形症」というものがある有様である[5]。
- 上述の様に、強迫性障害と相関性が高く、大枠として強迫性障害の中の一症状として醜形恐怖という考え方もできる。そのため、基本的な治療アプローチは強迫性障害とほぼ同様である（美容整形などで外見をなんとかしよう。というアプローチは基本的にあまり有用ではない）。
- 強迫性障害患者同様、性格的には几帳面、神経質、内向的、執着深い、執念深い、頑固、しつこい、くどい、こだわる、などの特徴がベースとなって発症しやすい。

## 診断
DSM-IVの診断基準Bは著しい苦痛や機能の障害を呈していることを要求している。また診断基準Cは、他の精神障害にあてはまらないことを要求している。
BDDと診断された場合は、また自殺・自傷行為リスクを評価すべきである。

### 鑑別診断
正常な不満足はよくありうる。神経性無食欲症では、太っているかということに限定される。社交不安障害では、外見だけを気にしているわけではない。うつ病では自信のなさは、身体にのみへの関心ではない。
妄想であれば、妄想性障害である。

## 管理
成人のBDDについては、その社会的困難が軽度の場合、認知行動療法(CBT)を個人またはグループ単位で提供する。中度の場合はSSRIによる薬物療法、もしくは更なる強度の個人単位CBTを行い、重度の場合は薬物療法とCBTの両方を実施する。
SSRIを使用する場合、NICEはその第一選択肢はフルオキセチンでなければならないとしている。これは他のSSRIよりもBDDへの有効性の証拠が多いためである。SSRIにて緩解が見られた場合、その12ヶ月後をめどに断薬を検討する。
抗精神病薬、三環系抗うつ薬、SNRI、MAOI、抗不安薬（ベンゾジアゼピンなど）は、一般的にBDDに使用してはならない。
児童青年のBDDについては、その年齢に合わせたCBTを実施する。SSRIは有害事象が報告されているため、投与は慎重を期する。

### 援助の方針
醜形恐怖患者は、性格的に劣等感を持ちやすい。特にこの症状ゆえに、社会的活動を放棄し、ひきこもりなどで、就労や学業が思うようにはかどらず、社会的コンプレックスを強く持ちがちで、周囲と足並みをそろえられない、自らの非力さで自責の念にとらわれがちである。しかしけして怠けている訳ではないので、そのような部分を含めて神経症精神療法で広く応用されている森田療法で言う「ありのままの自分を受け入れる」精神で、自らの容姿もさることながら、無理をせず自らの生き方も許容する事が大切である。本来持っている上昇志向などの良い側面が歪んだ形として、容姿に集中してしまっている状態であり、その向上心をたとえば仕事、学業、趣味・特技等良い方向へ生かしきるのも大切である。この障害は、性格的な要素が大きいため、完治を期待するよりは、いかに良い方向へ利用していくかが鍵となる。「こだわり」は短所でもあり、長所でもあるという認識が大切である。

### 心理療法
心理療法に関しては、治療者や支援者のサポートに基づいた認知行動療法（認知再構成法・曝露反応妨害法を含む）や、森田療法の治療効果が報告されている。
どのような治療法を選択する場合にも、受容的・共感的態度で接していくとともに、症状や治療法に関する心理教育を十分に行うことが必要である。

#### 森田療法
森田療法では、大丈夫であるという事実を繰り返し提示したり、本当にやりたいことを再認識できるように導いたりするとともに、「身体に関する不安をそのままにしておき、やりたいことや必要な行動をどんどんとしていくことで、不安はどこかに消えていく」という考えに基づき行動の変容をサポートした事例がある。
また、同事例において、自身全体に対する自己肯定感を高めることと、身体部位に対する肯定感を高めることを同時にサポートしている。さらに、患者が身体部位へのとらわれから脱し、現実の外界とのかかわりを徐々に増やしていくことで、生活に対する自信をつけていくことができるよう、支援も行っている。

#### 認知行動療法
認知再構成法と曝露反応妨害法の併用が効果的である。
また、医師の鍋田恭孝は、認知行動療法・問題解決法などのさまざまな心理療法を組み合わせた、3ステップアプローチという治療法を提案している。治療の方向性を説明するガイダンスセラピー（第1ステップ）、認知行動療法を活かした心理教育的アプローチ（第2ステップ）、人生全体がテーマとなる心理療法（第3ステップ）から構成される。その中で、
- 他者は、顔や身体の部分に注目しておらず、顔や身体の全体さらには性格や雰囲気を含めて、自らを総合的に認識していることを把握する
- 醜いという考えは事実とは異なるため、醜くないという事実を客観的に確認する
- 理想とする容姿の人はまれで、自分自身と同じような容姿の人がほかにもいるということを認識する
- 何らかの活動に参加し、自分自身ができることを確認するとともに、できたことを周囲から評価されることで自信をつける
- 長所について話し合い、容姿とは別に自らに長所があるということを認識する

といったことができるよう、本人をサポートしていく。
なお、確認行為（強迫行為）をせずにいられた時間に注目し、「確認行為の代わりに○○をすることができた」と自分を認めて「できたこと」に意識を向けていくためのサポートも重要である。